# RS-422
Pour les articles homonymes, voir Route 422.
Pour le standard électronique, voir EIA-422.
La RS 422 est une route locale des Nord-Ouest et Centre-Est de l'État du Rio Grande do Sul qui relie le district Quatro Lequas de la municipalité de Barros Cassal, depuis l'embranchement avec la BR-471, à la commune de Venâncio Aires. Elle dessert Barros Cassal, Boqueirão do Leão et Venâncio Aires, et est longue de 69 km. Elle n'est pratiquement pas asphaltée.